# Tugu Selatan (Koja)
Tugu Selatan is een kelurahan in het bestuurlijke gebied Jakarta Utara in de provincie Jakarta, Indonesië. De wijk telt 45.125 inwoners (volkstelling 2010).